# Комбольча
Комбольча — місто в Ефіопії, адміністративний центр зони Дебуб-Волло.

## Географія
Комбольча розташована у північно-центральній частині країни.

### Клімат
Місто знаходиться у зоні, котра характеризується океанічним кліматом субтропічних нагір'їв. Найтепліший місяць — червень із середньою температурою 21.1 °C (70 °F). Найхолодніший місяць — грудень, із середньою температурою 15.2 °С (59.4 °F).
| Клімат Комбольчі        | Клімат Комбольчі | Клімат Комбольчі | Клімат Комбольчі | Клімат Комбольчі | Клімат Комбольчі | Клімат Комбольчі | Клімат Комбольчі | Клімат Комбольчі | Клімат Комбольчі | Клімат Комбольчі | Клімат Комбольчі | Клімат Комбольчі | Клімат Комбольчі |
| Показник                | Січ.             | Лют.             | Бер.             | Квіт.            | Трав.            | Черв.            | Лип.             | Серп.            | Вер.             | Жовт.            | Лист.            | Груд.            | Рік              |
| Середня температура, °C | 15,9             | 17,1             | 18,3             | 18,9             | 20               | 21,1             | 19,6             | 18,9             | 18,3             | 16,6             | 15,5             | 15,2             | 18               |
| Норма опадів, мм        | 24.5             | 40.5             | 81.7             | 95.1             | 70.3             | 35               | 248.8            | 257.3            | 125              | 39               | 22.5             | 18.6             | 1058.3           |
| Днів з опадами          | 2,7              | 3,2              | 4,3              | 6,4              | 8,2              | 9,5              | 9,1              | 11,3             | 8,9              | 5,3              | 2,8              | 2,3              | 74               |
| Вологість повітря, %    | 55.2             | 53.7             | 54.5             | 59.6             | 64               | 62.3             | 68.5             | 70.8             | 66.8             | 67.9             | 64.7             | 60.8             | 62.4             |
| ----------------------- | ---------------- | ---------------- | ---------------- | ---------------- | ---------------- | ---------------- | ---------------- | ---------------- | ---------------- | ---------------- | ---------------- | ---------------- | ---------------- |
| Джерело: Weatherbase    |                  |                  |                  |                  |                  |                  |                  |                  |                  |                  |                  |                  |                  |